# Ґоцанувко
Ґоцанувко (пол. Gocanówko) — село в Польщі, у гміні Крушвиця Іновроцлавського повіту Куявсько-Поморського воєводства.
Населення — 215 осіб (2011).
У 1975-1998 роках село належало до Бидгощського воєводства.

## Демографія
Демографічна структура станом на 31 березня 2011 року:
|          | Загалом | Допрацездатний вік | Працездатний вік | Постпрацездатний вік |
| -------- | ------- | ------------------ | ---------------- | -------------------- |
| Чоловіки | 100     | 21                 | 68               | 11                   |
| Жінки    | 115     | 32                 | 62               | 21                   |
| Разом    | 215     | 53                 | 130              | 32                   |